# دراسات البرمجيات
دراسات البرمجيات عبارة عن حقل بحثي جديد متعدد التخصصات، يهتم بدراسة أنظمة البرامج ومعرفة تأثيراتها الاجتماعية والثقافية.

## نظرة عامة
تناولت المجالات الحديثة آلية تنفيذ واستخدام البرمجيات ومن تلك المجالات ثقافة الإنترنت، ودراسات الإنترنت، ودراسات الإعلام الجديد، والثقافة الرقمية، ومع ذلك قبل الاتجاه نحو دراسات البرمجيات، قلما كان يتم تناول البرمجيات باعتبارها مجال دراسة خاصًا.
يعد مجال دراسات البرمجيات مجالًا متعدد التخصصات. ولدراسة البرمجيات باعتبارها مجالًا فنيًا، فنجد أنها تستمد الأساليب والنظريات من علم الإنسانيات الرقمية وكذا من المنظورات الحاسوبية التي يتم تطبيقها على البرامج. ومن الناحية المنهجية، عادةً ما تختلف دراسات البرمجيات عن مجالات علم الحاسوب وهندسة البرمجيات، والتي تهتم في المقام الأول بالبرمجيات من حيث النظرية المعلوماتية ومن ناحية التطبيق العملي كذلك؛ ومع ذلك تشترك كافة المجالات في التركيز على اكتساب ثقافة الحاسوب، لا سيما فيما يتعلق بمجالات البرمجة والتعليمات البرمجية للمصدر. وغالبًا ما يفرّق هذا التركيز الموجه نحو تحليل مصادر وعمليات البرمجيات (بدلًا من الواجهات) بين كل من دراسات البرامج وبين دراسات الإعلام الجديد، والتي عادةً ما تقتصر على النقاشات المتعلقة بالواجهات ورصد التأثيرات الملحوظة.

## معلومات تاريخية
تتضمن الأصول المفاهيمية لدراسات البرمجيات تركيز مارشال ماكلوهان على دور الإعلام بحد ذاته في تشكيل الثقافة، بدلًا من التركيز على المحتوى الذي تبثه منصات الإعلام. ولقد ظهرت الإشارات الأولى لدراسة البرمجيات باعتبارها ممارسة ثقافية في مقال فريدريك كتلر تحت عنوان"Es gibt keine Software"، ومقالات  ليف مانوفيتش لغة الإعلام الجديد، إلى جانب مقالات ماثيو فولر التي تحمل عنوان ما وراء الصورة: والتي تناولت موضوع ثقافة البرمجيات. ولقد نتج الكثير من الزخم الذي يصب نحو تطوير دراسات البرمجيات من خلال الاعتماد على الدراسات المجراة على ألعاب الفيديو، وبخاصة دراسات النظم الأساسية، ودراسة ألعاب الفيديو وغيرها من أعمال البرمجيات التي تظهر في سياقات الأجهزة والبرامج الخاصة بها. كذلك، يعد فن الإعلام الجديد، وفن البرمجيات، والرسوم المتحركة، والتصميم بمساعدة الكمبيوتر من الممارسات الثقافية البارزة القائمة على البرمجيات، فضلًا عن إنشاء البروتوكولات والأنظمة الأساسية الجديدة.
وقد جاءت فعاليات المؤتمر الأولى التي انعقدت في إطار هذا المجال الناشئ متمثلةً في «ورشة عمل دراسات البرمجيات» عام 2006 و«سوفت وير» عام 2009.
في عام 2008، أطلقت منشورات معهد مساتشوستس للتكنولوجيا مجموعة من الكتب التي تتناول بحث مجال دراسات البرمجيات  إلى جانب مجلد محرر من مقالات («دراسات البرمجيات: معجم» للكاتب ماثيو فولر)، علاوةً على ذلك، تم إطلاق البرنامج الأكاديمي الأول من نوعه تحت عنوان «مبادرة دراسات البرمجيات» بجامعة كاليفورنيا، بسان دييغو بقيادة كل من (ليف مانوفيتش، وبنجامين براتون ونوح ووردريب فريون).
وفي عام 2011، أسس عدد من الباحثين البريطانيين بشكل أساسي الثقافة الحاسوبية، وأنشؤوا مجلة تتميز بالوصول المفتوح وبأنها مجازة علميًا. وتوفر المجلة منبرًا يمكن من خلاله إثارة بحث متعدد التخصصات حول طبيعة ثقافة الكائنات والعمليات والهياكل الحاسوبية."

## مجالات ذات صلة
ترتبط دراسات البرمجيات ارتباطًا وثيقًا بعدد من المجالات الأخرى الناشئة في علم الإنسانيات الرقمية والتي تهدف إلى استكشاف المكونات الوظيفية للتكنولوجيا من منظور اجتماعي وثقافي. ويتمحور تركيز دراسات البرمجيات على مستوى البرنامج ككل، وتحديدًا دراسة العلاقة بين الواجهة والتعليمات البرمجية. ومن المجالات الأخرى ذات الصلة والجديرة بالذكر الدراسات المتعلقة بالتعليمات البرمجية الهامة، والتي تعتبر أكثر تناغمًا مع التعليمات البرمجية عن البرامج، فضلًا عن دراسات النظم الأساسية، التي تتضمن دراسة العلاقات بين الأجهزة والبرامج.

## قائمة المصادر
1. Bassett, C. (2007) The Arc and the Machine: Narrative and New Media. Manchester:Manchester University Press.
2. Black, M. J, (2002) The Art of Code. PhD dissertation, University ofPennsylvania.
3. Berry, D. M. (2011) The Philosophy of Software: Code and Mediation in the Digital Age, Basingstoke: Palgrave Macmillan.
4. Berry, D. M. (2008) Copy, Rip, Burn: The Politics of Copyleft and Open Source, London: Pluto Press.
5. Chopra, S. and Dexter, S. (2008) Decoding Liberation: The Promise of Free and Open Source Software. Oxford: Routledge.
6. Chun, W. H. K. (2008) ‘On “Sourcery,” or Code as Fetish’, Configurations, 16:299–324.
7. Fuller, M. (2003) Behind the Blip: Essays on the Culture of Software. London: Autonomedia.
8. Fuller, M. (2006) Software Studies Workshop, retrieved 13/04/2010
9. Fuller, M. (2008) Software Studies: A Lexicon. London: MIT Press.
10. Hayles, N. K. (2004) ‘Print Is Flat, Code Is Deep: The Importance of Media-Specific Analysis’, Poetics Today, 25(1): 67–90.
11. Heim, M. (1987) Electric Language: A Philosophical Discussion of Word Processing. London: Yale University Press.
12. Kirschenbaum, M. (2004) ‘Extreme Inscription: Towards a Grammatology of the Hard Drive’, TEXT Technology, No. 2, pp. 91–125.
13. Kittler, F. (1997). Literature, Media, Information Systems, Johnston, J. (ed.). Amsterdam: OPA.
14. Kittler, F. (1999) Gramophone, Film, Typewriter. Stanford: Stanford University Press.
15. Mackenzie, A. (2003) The problem of computer code: Leviathan or common power, retrieved 13/03/2010 from http://www.lancs.ac.uk/staff/mackenza/papers/code-leviathan.pdf
16. Mackenzie, A. (2006) Cutting Code: Software and Sociality, Oxford: Peter Lang.
17. Manovich, L. (2001) The Language of New Media. London: MIT Press.
18. Manovich, L. (2008) Software takes Command, retrieved 03/05/2010
19. Manovich, L. and Douglas, J. (2009) Visualizing Temporal Patterns In Visual Media: Computer Graphics as a Research Method, retrieved 10/10/09
20. Marino, M. C. (2006) Critical Code Studies, Electronic Book Review, accessed 16 Sept 2011
21. Montfort, N. and Bogost, I. (2009) Racing the Beam: The Atari Video Computer System, London: MIT Press.
22. Wardrip-Fruin, N. (2011) Expressive Processing. London: MIT Press.

## وصلات خارجية
- Software studies bibliography at Monoskop.org